# Richard Henderson
Richard Henderson (Edimburgo, Escócia, 19 de julho de 1945) é um biologista estrutural e molecular britânico. Em 2017, juntamente com Jacques Dubochet e Joachim Frank foi premiado com o Nobel de Química.

## Vida
Henderson obteve em 1966 um bacharelado em física na Universidade de Edimburgo e em 1969 um doutoramento em biologia molecular na Universidade de Cambridge. Em 1969/1970 foi primeiro assistente de pesquisa no Laboratory of Molecular Biology (LMB) do Medical Research Council (MRC) em Cambridge, antes de trabalhar entre 1970 e 1973 como pós-doutorando na Universidade Yale. Na sequência de sua carreira científica esteve novamente no LMB, onde foi de 1986 a 2006 como sucessor de Aaron Klug como diretor da seção. Sob a direção de Henderson trabalharam ao mesmo tempo aproximadamente 400 pessoas no LMB. Dentre eles estiveram os laureados com o Nobel César Milstein, Georges Köhler e John Ernest Walker.

## Trabalho
Henderson é pioneiro da microscopia eletrônica na determinação da estrutura molecular da proteína membranar. Conseguiu cartas de alta resolução (7 angstrom) da estrutura de bacteriorrodopsinas, podendo propor com sua ajuda um mecanismo detalhado destas bomba de prótons, a primeira impressão da forma de funcionamento das proteína do transporte membranar.
Juntamente com Nigel Unwin e baseado sobre os trabalhos de Aaron Klug e Jacques Dubochet Henderson pesquisou no Laboratory of Molecular Biology (LMB) do Medical Research Council diversas proteínas membranares, com Unwin concentrando-se em canais iônicos e Henderson em proteínas, consistindo de sete alfa-hélices, dentre elas a bacteriorrodopsina e o receptor acoplado à proteína G. Enquanto Henderson no começo de sua carreira científica trabalhou com cristalografia de raios X, a mudança para a microscopia eletrônica ofereceu a vantagem de poder pesquisar um cristal de proteína composto de apenas 5 mil moléculas – para a cristalografia de raios X são necessários cristais de quatro a cinco ordens de magnitude maiores.
Outros trabalhos de Henderson lidaram com a melhoria da técnica de microscopia eletrônica, para finalmente ser capaz de analisar moléculas membranares em forma não cristalina.

## Condecorações selecionadas
- 1980 Prêmio Ernst Ruska de microscopia eletrônica da Deutsche Gesellschaft für Elektronenmikroskopie (com Nigel Unwin)[2]
- 1983 Membro da Royal Society[3]
- 1984 Medalha Sir Hans Krebs
- 1990 Prêmio Rosenstiel (com Nigel Unwin)[4]
- 1993 Prêmio Louis Jeantet (com Jean-Pierre Changeux e Kurt Wüthrich)[5]
- 1998 Membro (Foreign Associate) da Academia Nacional de Ciências dos Estados Unidos
- 1999 Prêmio Gregori Aminoff de Cristalografia da Academia Real das Ciências da Suécia[6]
- 2003 Membro honorário da British Biophysical Society (BBS)[7]
- 2016 Prêmio Alexander Hollaender de Biofísica
- 2016 Medalha Copley da Royal Society
- 2017 Nobel de Química[1]